# Kuma (tàu tuần dương Nhật)
Kuma (tiếng Nhật: 球磨) là một tàu tuần dương hạng nhẹ của Hải quân Đế quốc Nhật Bản, là chiếc dẫn đầu trong lớp của nó bao gồm năm chiếc. Tên của nó được đặt theo sông Kuma tại tỉnh Kumamoto. Trong Chiến tranh Thế giới thứ hai, nó đã hoạt động rộng rãi trong nhiều chiến dịch tại Philippines và Đông Ấn thuộc Hà Lan cho đến khi bị đánh chìm ngoài khơi Penang ngày 11 tháng 1 năm 1944.

## Thiết kế và chế tạo
Kuma là một trong số năm tàu tuần dương hạng nhẹ thuộc lớp Kuma được chế tạo, và được dự tính để hoạt động trong cả vai trò tuần tiễu tầm xa tốc độ cao cũng như chỉ huy các hải đội tàu khu trục hay tàu ngầm.

## Lịch sử hoạt động

### Các hoạt động ban đầu
Kuma được hoàn tất vào ngày 31 tháng 8 năm 1920 tại xưởng hải quân Sasebo. Ngay sau khi được đưa vào hoạt động, Kuma được giao nhiệm vụ hỗ trợ cho cuộc đổ bộ binh lính Nhật tại Siberi trong vụ Can thiệp Siberi chống lại Hồng quân Bolshevik. Sau đó, nó đặt căn cứ tại cảng Arthur, và tuần tra dọc theo bờ biển Trung Quốc giữa Nhượng địa Quan Đông và Thanh Đảo, Trung Quốc.
Khi cường độ của cuộc chiến tranh Trung-Nhật ngày càng gia tăng, Kuma thực hiện việc tuần tra dọc theo bờ biển Trung Quốc, hỗ trợ cho các cuộc đổ bộ của lực lượng Nhật Bản tại miền Trung nước này.

### Chiếm đóng Philippines
Ngày 10 tháng 4 năm 1941, Kuma được phân về Hải đội Tuần dương 16 của Phó Đô đốc Ibo Takahashi thuộc Hạm đội 3. Vào lúc diễn ra cuộc tấn công Trân Châu Cảng vào ngày 8 tháng 12 năm 1941, Kuma đang tham gia cuộc chiếm đóng Philippines, đã khởi hành rời căn cứ của nó ở Mako thuộc quần đảo Pescadores cùng với các tàu tuần dương Ashigara và Maya và các tàu khu trục Asakaze và Matsukaze. Từ ngày 10 đến ngày 11 tháng 12, Kuma hỗ trợ cho các cuộc đổ bộ tại Aparri và Vigan, và nó bị năm máy bay ném bom Boeing B-17 Flying Fortress thuộc Phi đội 14 Không lực Lục quân Hoa Kỳ tấn công không thành ngoài khơi Vigan. Đến ngày 22 tháng 12, Kuma hỗ trợ cho cuộc đổ bộ tại vịnh Lingayen, Philippines.
Vào ngày 3 tháng 1 năm 1942, Kuma được tái bố trí vào Hạm đội Viễn chinh Phương Nam 3 của Phó Đô đốc Rokuzo Sugiyama. Nó được phân công tuần tra chung quanh quần đảo Philippine từ ngày 10 tháng 1 đến ngày 27 tháng 2 năm 1942. Đến tháng 3, Kuma được phân công hỗ trợ cho các cuộc đổ bộ tại phía Nam Philippines, bắn phá cảng Cebu vào ngày 1 tháng 3, và hỗ trợ cho cuộc đổ bộ lên Zamboanga thuộc Mindanao vào ngày 3 tháng 3. Một Lực lượng Đổ bộ Hải quân Đặc biệt từ Kuma đã cứu được khoảng 80 người mang quốc tịch Nhật bị bắt giữ tại đây.
Ngày 9 tháng 4 năm 1942, ngoài khơi Cebu, Kuma cùng với tàu phóng ngư lôi Kiji bị các tàu tuần tra-phóng lôi PT boat Mỹ PT-34 và PT-41 tấn công. Kuma trúng phải một trong số tám quả Ngư lôi Mark 18 phóng ra, nhưng nó đã không phát nổ. Chiếc PT-34 sau đó bị các máy bay Mitsubishi F1M "Pete" xuất phát từ tàu chở thủy phi cơ Sanuki Maru tiêu diệt.
Ngày 10 tháng 4, Kuma hỗ trợ cho cuộc đổ bộ lên Cebu của Lữ đoàn Bộ binh 35 Kawaguchi và Trung đoàn Bộ binh 124, vào ngày 16 tháng 4 cho cuộc đổ bộ lên Panay của Lữ đoàn Bộ binh 9 Kawamura và Trung đoàn Bộ binh 41. Vào ngày 6 tháng 5, Kuma yểm trợ cho cuộc tấn công cuối cùng vào pháo đài của quân Mỹ trên đảo Corregidor trong vịnh Manila. Sau đó, Kuma tiếp tục tuần tra tại khu vực Manila cho đến ngày 12 tháng 8 năm 1942.

### Các chiến dịch Đông Ấn và New Guinea
Sau khi được tái trang bị tại Xưởng hải quân Kure trong tháng 9, Kuma quay trở lại Manila vào ngày 20 tháng 9 năm 1942 và được tái bố trí vào Hạm đội Viễn chinh Phương Nam 2 của Phó Đô đốc Shiro Takasu (lực lượng Đông Ấn thuộc Hà Lan). Nó được gửi đến Hong Kong để nhận lên tàu các đơn vị của Sư đoàn 38 Lục quân và chuyển đến Rabaul, New Britain vào ngày 10 tháng 10. Sau đó Kuma đi đến Makassar, Celebes nơi nó thực hiện các cuộc tuần tra cho đến ngày 13 tháng 4 năm 1943, xen kẽ với các cuộc chuyển quân tăng cường đến Rabaul, Kaimana, New Guinea và Kabui, New Guinea.
Từ cuối tháng 4 đến cuối tháng 5 năm 1943, Kuma được tái trang bị tại căn cứ hải quân Seletar ở Singapore, rồi sau đó nối tiếp các cuộc tuần tra chung quanh Đông Ấn thuộc Hà Lan cho đến ngày 23 tháng 6.
Ngày 23 tháng 6 năm 1943, trong khi ở lại Makassar cùng với các tàu tuần dương Kinu, Ōi và Kitakami cùng thuộc Hải đội Tuần dương 16, Kuma bị 17 máy bay ném bom Consolidated B-24 Liberator thuộc Phi đội 319/Liên đội 90 của Không lực 5 tấn công. Cả bốn chiếc tàu tuần dương chỉ chịu đựng những thiệt hại nhẹ do những quả bom ném suýt trúng.
Ngày 24 tháng 6 năm 1943, cờ hiệu của Hải đội Tuần dương 16 được chuyển từ chiếc Kinu sang Kuma. Sau đó cả hai chiếc tàu tuần dương khởi hành rời Makassar cho những chuyến tuần tra chung quanh Đông Ấn thuộc Hà Lan cho đến ngày 23 tháng 10. Từ ngày 1 tháng 11, Kuma được tái trang bị tại Singapore. Tháp pháo 140 mm Số 5 của nó được tháo dỡ, cũng như là máy phóng và cần cẩu; và thay vào đó là hai tháp pháo phòng không ba nòng 25 mm Kiểu 96, nâng tổng số khẩu phòng không 25 mm trên chiếc Kuma lên mười nòng (2×3 và 2×2). Việc tái trang bị được hoàn tất vào ngày 12 tháng 11, và nó tiếp nối các cuộc tuần tra và vận chuyển chung quanh Đông Ấn thuộc Hà Lan, xen kẽ với các chuyến đi đến cảng Blair, quần đảo Andaman, Penang, Mergui, Burma cho đến ngày 9 tháng 1 năm 1944.
Ngày 11 tháng 1 năm 1944, sau khi khởi hành rời Penang cùng tàu khu trục Uranami để thực tập chống tàu ngầm, Kuma bị chiếc tàu ngầm anh Quốc HMS Tally-Ho (P317) đặt căn cứ tại Trincomalee, Ceylon phát hiện ở vị trí 16 km (10 dặm) về phía Tây Bắc Penang. HMS Tally-Ho đã bắn một loạt bảy ngư lôi từ khoảng cách 1.700 m (1.900 yard). Trinh sát viên trên chiếc Kuma đã phát hiện các đợt sóng của ngư lôi, và cho dù đã bẻ lái hết mức, Kuma vẫn bị trúng hai quả ngư lôi về phía sau bên mạn phải, khiến con tàu bốc cháy. Kuma bị chìm với mũi trước tại tọa độ 05°26′B 99°52′Đ / 5,433°B 99,867°Đ do phát nổ những quả mìn sâu của chính nó. Tàu khu trục Uranami đã vớt những người sống sót của chiếc Kuma bao gồm Thuyền trưởng Sugino, nhưng 138 thành viên thủy thủ đoàn đã chết theo con tàu.
Kuma được rút khỏi danh sách Đăng bạ Hải quân vào ngày 10 tháng 3 năm 1944.

## Danh sách thuyền trưởng
- Tohei Aoki (sĩ quan trang bị trưởng): 14 tháng 7 năm 1919 - 31 tháng 8 năm 1920
- Tohei Aoki: 31 tháng 8 năm 1920 - 15 tháng 2 năm 1921
- Rekizo Miyamura: 15 tháng 2 năm 1921 - 1 tháng 11 năm 1921
- Kumagoro Migita: 1 tháng 11 năm 1921 - 20 tháng 11 năm 1922
- Jutaro Takahashi: 20 tháng 11 năm 1922 - 15 tháng 10 năm 1923
- Shigeru Matsushita: 15 tháng 10 năm 1923 - 10 tháng 5 năm 1924
- Saisuke Hashimoto: 10 tháng 5 năm 1924 - 1 tháng 12 năm 1924
- Makoto Imagawa: 1 tháng 12 năm 1924 - 20 tháng 4 năm 1925
- Toki Yamamoto: 20 tháng 4 năm 1925 - 1 tháng 12 năm 1925
- Kanzo Fukushima: 1 tháng 12 năm 1925 - 1 tháng 11 năm 1926
- Hiroshi Ono: 1 tháng 11 năm 1926 - 1 tháng 12 năm 1927
- Yoshihiro Hayashi: 1 tháng 12 năm 1927 - 30 tháng 11 năm 1929
- Teijiro Sugisaka: 30 tháng 11 năm 1929 - 1 tháng 12 năm 1930
- Chuichi Yunokawa: 1 tháng 12 năm 1930 - 1 tháng 12 năm 1931
- Sadao Tsunoda: 1 tháng 12 năm 1931 - 1 tháng 12 năm 1932
- Yazuru Kumaoka: 1 tháng 12 năm 1932 - 15 tháng 11 năm 1933
- Shigenori Horiuchi: 15 tháng 11 năm 1933 - 10 tháng 4 năm 1935
- Aritaka Aihara: 10 tháng 4 năm 1935 - 15 tháng 11 năm 1935
- Daigo Tadashige: 15 tháng 11 năm 1935 - 1 tháng 12 năm 1936
- Tsutomu Sato: 1 tháng 12 năm 1936 - 15 tháng 6 năm 1938
- Sukeyoshi Yatsushiro: 15 tháng 6 năm 1938 - 18 tháng 5 năm 1939
- Kengo Kobayashi: 18 tháng 5 năm 1939 - 15 tháng 11 năm 1939
- Shiro Hiratsuka: 15 tháng 11 năm 1939 - 15 tháng 10 năm 1940
- Matsuro Eguchi: 15 tháng 10 năm 1940 - 20 tháng 9 năm 1941
- Kiyomi Shibuya: 20 tháng 9 năm 1941 - 14 tháng 11 năm 1942
- Ichiro Yokoyama: 14 tháng 11 năm 1942 - 14 tháng 8 năm 1943
- Shuichi Sugino: 14 tháng 8 năm 1943 - 11 tháng 1 năm 1944

### Sách
- Brown, David (1990). Warship Losses of World War Two. Naval Institute Press. ISBN 1-55750-914-X.
- D'Albas, Andrieu (1965). Death of a Navy: Japanese Naval Action in World War II. Devin-Adair Pub. ISBN 0-8159-5302-X.
- Dull, Paul S. (1978). A Battle History of the Imperial Japanese Navy, 1941-1945. Naval Institute Press. ISBN 0-87021-097-1.
- Evans, David (1979). Kaigun: Strategy, Tactics, and Technology in the Imperial Japanese Navy, 1887-1941. Naval Institute Press. ISBN 0-87021-192-7.
- Howarth, Stephen (1983). The Fighting Ships of the Rising Sun: The drama of the Imperial Japanese Navy, 1895-1945. Atheneum. ISBN 0-68911-402-8.
- Jentsura, Hansgeorg (1976). Warships of the Imperial Japanese Navy, 1869-1945. Naval Institute Press. ISBN 0-87021-893-X.
- Lacroix, Eric (1997). Japanese Cruisers of the Pacific War. Linton Wells. Naval Institute Press. ISBN 0-87021-311-3.
- Whitley, M.J. (1995). Cruisers of World War Two: An International Encyclopedia. Naval Institute Press. ISBN 1-55750-141-6.